# Марк (Головков)
Митрополи́т Марк (в миру Серге́й Анато́льевич Головко́в; род. 31 марта 1964, Пермь) — архиерей Русской православной церкви. Митрополит Рязанский и Михайловский, глава Рязанской митрополии с 22 октября 2015 года. Временный управляющий Будапештской епархией (с 2024).
Тезоименитство: 8 мая (апостола и евангелиста Марка).

## Биография
В 1981 году окончил среднюю школу. В 1982—1984 годах — служба в Вооружённых силах СССР.
В 1984 году поступил в Московскую духовную семинарию, которую окончил по первому разряду в 1988 году. В том же году был принят в Московскую духовную академию (МДА); как студент дважды удостаивался патриаршей стипендии.
19 октября 1990 года, на 3-м курсе академии, в Покровском академическом храме был пострижен в монашество с именем Марк в честь евангелиста Марка. 21 ноября того же года был рукоположён в иеродиакона; 7 января 1991 года — в сан иеромонаха.
В 1992 году окончил МДА, защитив на кафедре истории Древней церкви кандидатскую диссертацию на тему «Блаженный Диадох Фотикийский и его богословские и аскетические взгляды».
12 августа 1992 года решением Священного синода Русской православной церкви был назначен членом Русской духовной миссии в Иерусалиме.
В праздник Пятидесятницы 1997 года патриархом Московским Алексием II в Троицком соборе Русской духовной миссии в Иерусалиме был возведён в сан игумена.
28 декабря 1999 года определением Священного синода назначен заместителем председателя отдела внешних церковных сношений Московского патриархата. Курировал вопросы административно-хозяйственной работы отдела и осуществлял практическое взаимодействие с государственными институтами России и других стран.
26 января 2000 года Указом Патриарха Алексия II от назначен настоятелем московского храма Живоначальной Троицы в Хорошёве.
3 мая 2000 года в храме Живоначальной Троицы в Хорошёве митрополитом Смоленским и Калининградским Кириллом был возведён в сан архимандрита.

### Архиерейство
26 декабря 2003 года решением Священного синода определён быть епископом Егорьевским, викарием Московской епархии. 13 января 2004 года в храме во имя Всех Святых, в земле Российской просиявших, в Свято-Даниловом монастыре состоялось наречение архимандрита Марка во епископа Егорьевского, викария Московской епархии. 14 января в храме Христа Спасителя в Москве был хиротонисан в сан епископа. Хиротонию совершили патриарх Московский и всея Руси Алексий II, митрополит Крутицкий и Коломенский Ювеналий (Поярков), митрополит Смоленский и Калининградский Кирилл, архиепископ Калужский и Боровский Климент (Капалин), архиепископ Истринский Арсений (Епифанов), архиепископ Корсунский Иннокентий (Васильев), архиепископ Верейский Евгений (Решетников), епископ Орехово-Зуевский Алексий (Фролов), епископ Красногорский Савва (Волков), епископ Ставропольский и Владикавказский Феофан (Ашурков), епископ Балтийский Серафим (Мелконян), епископ Дмитровский Александр (Агриков), епископ Сергиево-Посадский Феогност (Гузиков), епископ Нижегородский и Арзамасский Георгий (Данилов), епископ Люберецкий Вениамин (Зарицкий), епископ Саратовский и Вольский Лонгин (Корчагин).
10 декабря 2008 года решением Священного синода включён в состав комиссии по подготовке Поместного собора Русской православной церкви, прошедшего 27 по 28 января 2009 года.
11 февраля 2009 года патриарх Московский и всея Руси Кирилл поручил епископу Марку временно исполнять обязанности председателя отдела внешних церковных связей.
31 марта 2009 года на первом заседании Священного синода под управлением патриарха Кирилла освобождён от должности заместителя председателя отдела внешних церковных связей и назначен главой новоучреждённого секретариата Московской патриархии по зарубежным учреждениям, созданного «в помощь Патриарху Московскому и всея Руси для осуществления канонического, архипастырского, административного, финансового и хозяйственного попечения о зарубежных учреждениях Русской Православной Церкви» и временно управляющим Венско-Австрийской и Венгерской епархиями.
27 мая 2009 года назначен членом новообразованной наградной комиссии при патриархе Московском и всея Руси.
1 февраля 2010 года в кафедральном соборном храме Христа Спасителя патриархом Кириллом возведён в сан архиепископа.
26 июля 2010 года в связи с переименованием секретариата Московской патриархии по зарубежным учреждениям в управление Московской патриархии по зарубежным учреждениям назначен руководителем управления.
22 декабря 2010 году распоряжением патриарха предписано окормлять приходские храмы Успенского благочиния, расположенного в границах Северо-Западного административного округа города Москвы.
26 апреля 2011 года избран заместителем председателя Конференции православных епископов Австрии.
31 декабря 2011 году распоряжением патриарха поручено управление Северо-Западным и Северным викариатствами города Москвы.
16 июля 2013 года решением Священного синода назначен временно управляющим приходами Московского патриархата в Италии.
25 июля 2014 года назначен председателем финансово-хозяйственного управления Московской патриархии с временным сохранением за ним должности руководителя управления Московской патриархии по зарубежным учреждениям.
22 октября 2015 года решением Священного синода назначен преосвященным Рязанским и Михайловским, главой Рязанской митрополии, при освобождении его от управления Венско-Австрийской и Венгерской епархиями и приходами Московского патриархата в Италии и от должности руководителя управления Московского патриархата по зарубежным учреждениям.
3 ноября 2015 года распоряжением патриарха Кирилла освобождён от управления Северным и Северо-Западным викариатствами города Москвы.
4 ноября 2015 года в Успенском соборе Московского Кремля патриархом Кириллом возведён в сан митрополита.
26 февраля 2019 года решением Священного синода освобождён от должности председателя финансово-хозяйственного управления Московской патриархии. В тот же день указом патриарха Кирилла освобождён от должности настоятеля храма Живоначальной Троицы в Хорошёве города Москвы.
30 августа 2019 года решением Священного синода назначен управляющим Будапештско-Венгерской епархией с именованием титула в пределах указанной епархии «Будапештский и Венгерский».
25 августа 2020 года решением Священного синода назначен временным исполняющим обязанности ректора Рязанской духовной семинарии.
С 20 ноября 2020 года является членом комиссии Межсоборного присутствия по церковному праву.
7 июня 2022 года на заседании Священного синода был освобождён от управления Будапештско-Венгерской епархией с благодарностью за понесенные труды.
29 августа 2024 года освобождён от должности и. о. настоятеля храма Святой преподобномученицы Елисаветы в Покровском-Стрешневе г. Москвы с благодарностью за понесенные труды..
На заседании Священного Синода 27 декабря 2024 года было решено назначить митрополита Марка временно управляющим Будапештской епархией.

## Семья
- отец, Анатолий Григорьевич Головков, «окончил Саратовскую семинарию, некоторое время иподиаконствовал, потом пел в хоре, совмещая это со светской работой. Одно время был казначеем кафедрального собора в Перми, занимался храмовым хозяйством, старался помогать и другим храмам».
- мама, Анна Васильевна, «удивительно добрый человек, <…> прививала нам начала христианства. Вспоминаю, как она читала нам, детям, жития святых, рассказывала о подвижниках благочестия. Она трудилась в епархии, всегда пела в храме».
- старший брат — архимандрит Лука (Головков), заведующий иконописной школой при Московской духовной академии
- младший брат — протоиерей Владимир Головков.
- три сестры; все они связали жизнь с Церковью.

## Награды
- Орден преподобного Сергия Радонежского II степени («Во внимание к усердному архипастырскому служению и в связи с сорокалетием со дня рождения»; 12 апреля 2004[31])
- Орден преподобного Серафима Саровского II степени (6 июня 2006)[32]
- Орден Дружбы (20 июля 2011 года) — за большой вклад в развитие духовной культуры и укрепление дружбы между народами[33]
- Почётная грамота Президента Российской Федерации (11 апреля 2014 года) — за достигнутые трудовые успехи, значительный вклад в социально-экономическое развитие Российской Федерации, заслуги в гуманитарной сфере, укреплении законности и правопорядка, активную законотворческую и общественную деятельность, многолетнюю добросовестную работу[34]
- Благодарность Президента Российской Федерации (14 июня 2012 года) — за активную общественную деятельность по сохранению и популяризации культурного и исторического наследия России на Святой земле[35]
- Орден святого благоверного князя Даниила Московского II степени (30 марта 2014 года)[36][37]
- Орден Святого благоверного великого князя Александра Невского II степени (31 марта 2024 года)[38]
- Орден Гроба Господня Иерусалимской православной церкви

## Публикации
статьи
- Посещение Святейшим Патриархом Алексием Московских Духовных школ // Журнал Московской Патриархии. 1991. — № 7. — С. 30—31.
- Русская Духовная Миссия в Иерусалиме: история учреждения, цели и задачи // Журнал Московской Патриархии. 1997. — № 5 — С. 24—29.
- Русская Духовная Миссия в Иерусалиме // Богословские труды. Сб. 35. К 150-летию Русской Духовной Миссии в Иерусалиме (1847—1997) / ред. еп. Бронницкий Тихон. — М. : Издательство Московской Патриархии, 1999. — 232 с. — С. 23—35.
- Всероссийская выставка «Православная Русь» // Журнал Московской Патриархии. 2003. — № 7 — С. 29-31.
- Статья архиепископа Марка (Головкова) «О современных нововведениях в наименованиях храмов и монастырей» // pravoslavie.ru, 7 октября 2005
- Приветствие заместителя Председателя Отдела внешних церковных связей Московского Патриархата епископа Егорьевского Марка // Христианство на Дальнем Востоке. — Хабаровск: Хабаровская духовная семинария, 2006. — 220 с. — С. 11.
- Современное положение Русской Православной Церкви в Дальневосточном регионе // Христианство на Дальнем Востоке. — Хабаровск: Хабаровская духовная семинария, 2006. — 220 с. — С. 130—134.
- Архиепископ Егорьевский Марк: «В Церкви я с детства» // patriarchia.ru, 26 октября 2012

книги
- Церковный протокол. — М. : Издательский Совет Русской Православной Церкви, 2007. — 184 с. — ISBN 978-5-94625-235-5
- Словарь православного паломника. — Москва : Паломнический центр Московского Патриархата, 2007. — 254 с.
- Христианство: век за веком : Очерки по истории христианской Церкви: к изучению дисциплины / ред. еп. Марк. — М. : Даръ, 2011. — 640 с. — ISBN 978-5-485-00323-4
- Христианство: век за веком: очерки по истории христианской Церкви / под общ. ред. архиеп. Егорьевского Марка (Головкова). — Москва : Даръ, 2011. — 638 с. — ISBN 978-5-485-00323-4
- Простые ответы на вечные вопросы / под общ. ред. архиеп. Егорьевского Марка (Головкова). — Москва : Даръ, печ. 2011. — 463 с. — ISBN 978-5-485-00324-1
  - Простые ответы на вечные вопросы / под общ. ред. Архиеп. Егорьевского Марка (Головкова). — 2-е изд. — Москва : Даръ, печ. 2012. — 463 с. — ISBN 978-5-485-00364-7
- Беседы о главном: советы, помогающие в жизни / под общ. ред. архиеп. Егорьевского Марка (Головкова). — Москва : Даръ, [2012]. — 222 с. — (Серия «Азы православия»). — ISBN 978-5-485-00369-2
  - Беседы о главном: советы, помогающие в жизни / под общ. ред. архиеп. Егорьевского Марка (Головкова). — Изд. 2-е. — Москва : Даръ, 2013. — 222 с. — (Серия «Азы православия»). — ISBN 978-5-485-00369-2
- Доброе слово: проповеди и беседы. — Сергиев Посад : Свято-Троицкая Сергиева Лавра, 2015. — 342 с. — ISBN 978-5-0009-089-3 — 5000 экз.
- Православное паломничество. — Сергиев Посад : Свято-Троицкая Сергиева Лавра, 2016. — 109 с. — ISBN 978-5-00009-134-0 — 10000 экз.
- Тайны Венеции. Город Апостола Марка: [фотоальбом]. — Москва : Prolab, 2019. — 82 с. — ISBN 978-5-6040442-3-0 — 1000 экз.
- Церковный этикет. — Москва : Издательство Московской Патриархии Русской Православной Церкви, 2020. — 712 с. — ISBN 978-588017-875-9

интервью
- Епископ Егорьевский Марк: Сознательных сторонников епископа Диомида — единицы // blagovest-info, 03.07.2008
- Епископ Егорьевский Марк: «Наша задача — постоянно находиться в творческом поиске и открывать новые формы свидетельства людям о Православии» // bogoslov.ru, 18 декабря 2008
- Архиепископ Егорьевский Марк: «Мы только учимся единству в Церкви» // patriarchia.ru, 22 сентября 2010
- Архиепископ Егорьевский Марк о строительстве первого русского православного храма в Мадриде // patriarchia.ru, 27 декабря 2011
- Архиепископ Егорьевский Марк: «Если священник ведет разговоры о духовности, которые не подкреплены собственной жизнью, — это фарисейство» // patriarchia.ru, 13 марта 2012
- Архиепископ Егорьевский Марк: В православных храмах Таиланда вместе молятся люди разных национальностей // patriarchia.ru, 16 марта 2012
- Интервью архиепископа Егорьевского Марка газете «Крестовский мост» // patriarchia.ru, 15 февраля 2012
- Проектом русского храма не доволен не только Парижский мэр // «Православие и мир», 27 декабря 2012
- Архиепископ Егорьевский Марк: «Создание храма святой Людмилы Чешской в Праге — это событие в своем роде уникальное» // patriarchia.ru, 9 января 2013
- Служение за границей не означает финансовое благополучие // сайт Синодального информационного отдела, 11 марта 2013
- Архиепископ Егорьевский Марк: Для полноценной жизни тела и души нужна церковь // patriarchia.ru, 11 октября 2013
- Должна быть мера во всем. Беседа с архиепископом Егорьевским Марком // patriarchia.ru, 24 декабря 2013
- Когда мы говорим о церковных сайтах — нужна строгая простота во всем. Беседа с архиепископом Егорьевским Марком // patriarchia.ru, 28 декабря 2013
- Архиепископ Егорьевский Марк: На строительство храма в Страсбурге нужны деньги // patriarchia.ru, 2 октября 2015
- Бог в помощь // mediaryazan.ru, 07.01.2016
- Самая большая радость владыки Марка // «Благовест», 1 ноября 2016
- Не сразу храмы строились // portal-kultura.ru, 16.06.2017